# Just Look Around
Just Look Around è il secondo album di studio del gruppo hardcore punk statunitense Sick of It All.

## Tracce
1. We Want the Truth – 2:55
2. Locomotive – 2:12
3. The Pain Strikes – 3:06
4. Shut Me Out – 2:12
5. What's Goin' On – 2:10
6. Never Measure Up – 1:37
7. Just Look Around – 2:41
8. Violent Generation – 1:32
9. The Shield – 2:37
10. Now It's Gone – 2:10
11. We Stand Alone – 2:44
12. Will We Survive – 1:32
13. Indust. – 2:03

## Formazione
- Lou Koller - voce
- Pete Koller - chitarra
- Rich Cipriano - basso
- Armand Majidi - batteria